# Diseño de producción
El diseño de producción comprende, en líneas generales, el aspecto que tendrán los escenarios en los que se desarrollará la acción de una película, ya sean fabricados (decorados) o previamente existentes (localizaciones).

## Diseñador de producción
El diseñador de producción toma todas las decisiones sobre la forma, el color y el estilo plástico de la película,  trabajando en estrecha relación con el director. Habitualmente, esta figura solo es necesaria en producciones de gran envergadura y en las que participan varios equipos dedicados a la escenografía, cada uno encabezado por su respectivo director de arte, ya que se trata de quien los coordina, garantizando que todos ellos sean fieles a la estética general previamente acordada.

### Relación con el director de arte
No es extraño que conocedores del medio confundan su función con la del director de arte, dado que este último la ejerce en producciones más modestas. Cuando ambos cargos participan en un proyecto, el director de arte es quien lleva a cabo las ideas del diseñador de producción con ayuda de su equipo y siempre de acuerdo con el director de fotografía y el departamento de vestuario sobre todo. Así pues, puede decirse que, en estos casos, la tarea fundamental del diseñador de producción es previa a la del director de arte, y consiste en planear, por medio de bocetos ilustrativos, dibujos detallados o guiones gráficos, lo que el segundo tendrá que realizar en la práctica durante el rodaje.
El término nace en Estados Unidos al calor de la polémica sobre la autoría de una película como obra de arte iniciada por el arquitecto y escenógrafo Joseph Urban. El primer diseñador de producción sería el polaco Anton Grot, que se instala en Hollywood hacia 1909, aunque la denominación figura por primera vez en los créditos de Lo que el viento se llevó (Victor Fleming, 1939) para reconocer la labor de William Cameron Menzies.

## Importancia
El diseño de producción es el tipo de tarea que el espectador común suele pasar por alto, y sin embargo es la que determina el contenido visual de la película, y de ella depende la que realizan los decoradores, diseñadores de vestuario o encargados del atrezzo y los efectos especiales, con el fin de ayudar al director a conseguir el ambiente idóneo para la historia que narra.